# Pimpinella acuminata
Pimpinella acuminata är en flockblommig växtart som först beskrevs av Michael Pakenham Edgeworth, och fick sitt nu gällande namn av Charles Baron Clarke. Pimpinella acuminata ingår i släktet bockrötter, och familjen flockblommiga växter. Inga underarter finns listade i Catalogue of Life.